# Blandt sydhavsøernes kannibaler
Blandt sydhavsøernes kannibaler er en amerikansk dokumentarfilm fra 1920 af William F. Adler.